# Запис дуд код старе општине (Рајкинац)
Запис дуд код старе општине (Рајкинац) се налази на парцели чији је власник Месна заједница Рајкинац.

## Локација
| Општина             | Јагодина                                                         |
| Катастарска општина | Рајкинац                                                         |
| Потес               | Село                                                             |
| Координате          | 44° 04′ 24″ С; 21° 14′ 35″ И / 44.0732° С; 21.242999999999999° И |
| Надморска висина    | 210m                                                             |

## Карактеристике
Дендрометријске вредности утврђене на терену и сателитским снимцима:
| Стабло                     | Дуд |
| Висина стабла              | m   |
| Обим дебла                 | m   |
| Пречник крошње             | 16m |
| Пречник дебла              | m   |
| Висина дебла до прве гране | m   |

## База записа
Запис је у оквиру Викимедија пројекта "Запис - Свето дрво" заведен под редним бројем 0684.